# ووجیمیژ زون
ووجیمیژ زون (لهستانی: Włodzimierz Zonn؛ ‏ تلفظ لهستانی نامِ کوچک: [vwɔdʑimiɛʐ]؛ ‏ ۱۴ نوامبر ۱۹۰۵ – ۲۸ فوریهٔ ۱۹۷۵) اخترشناس، فیزیک‌دان و نویسنده آثار غیر داستانی اهل لهستان بود.
وی دانش‌آموختهٔ دانشگاه ویلنیوس بود و بعدها در همان‌جا به مقام استادی رسید. او از سال ۱۹۵۰ مدیر رصدخانه نجومی دانشگاه دانشگاه ورشو و طی سالیان متمادی رئیس انجمن نجوم لهستان بود.
او در سال ۱۹۵۴ بابت خدمات علمی‌اش برندهٔ نشان افتخار تولد لهستان (صلیب شوالیه) شد. انجمن نجوم لهستان از سال ۱۹۸۳ به افتخار او، «جایزه و نشان ووجیمیژ زون» را برای فعالیت‌های علمی عمومی معرفی کرد.